# Semigalia
Semigalia (en letón: Zemgale) es una provincia que corresponde a la parte centro meridional de Letonia. Es una región histórica de llanuras y de producción agrícola en la que la ciudad principal es Jelgava. Su historia está ligada en gran parte a la de Curlandia, con la que formó un ducado del mismo nombre.

## Historia
La frontera con Lituania está sembrada de castillos con el fin de preservar las tierras de eventuales ataques. A pesar de que esta parte de Letonia ha sido ocupada en diferentes ocasiones y por diferentes ocupantes, los señores feudales vasallos de la región debían de protegerse ellos y sus súbditos. Los lugares de residencia de los duques de Curlandia y de Semigalia fueron Rundale, que se sitúa al sur, en el distrito de Bauskas y el castillo de Mitau en la ciudad de Jelgava. Desde el siglo XIII, Selonia ha sido incluida como parte esencial de Semigalia, y conforma la parte oriental del distrito electoral de Semigalia.
Históricamente su idioma nativo es el semigalio.

## Geografía

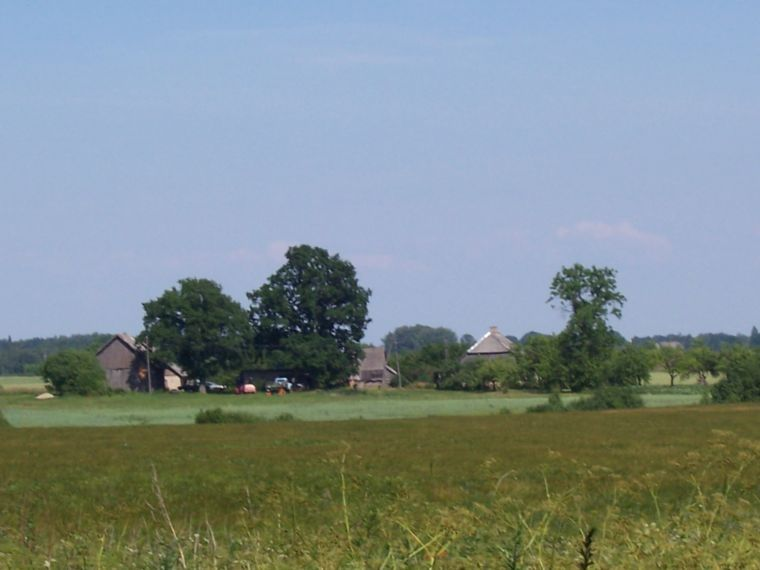
Paisaje típico de Semigalia (cerca de Penkule).

Semigalia comprende el conjunto de la cuenca del río Lielupe así como la parte sur de la del Daugava. Es un paisaje de llanuras donde sólo encontramos alturas superiores a los 100 m al sur y al este. Ocupa una superficie de unos 14.000 km².
Los pueblos se reparten en su mayoría a lo largo de las carreteras por lo que podemos hablar de un sistema de explotación de campos abiertos. Encontramos menos masa forestal que en el resto de Letonia. La distribución típica de los pueblos  se caracteriza por un centro rodeado por un espacio de producción agrícola que comprende prados y campos.

## Demografía
Étnicamente se reparte la población de la siguiente manera:
- Letones: 67.8 %.
- Rusos: 19 % (más de un tercio de ellos en Jelgava).
- Bielorrusos: 4,64 %.
- Lituanos: 3,2 % (principalmente en la frontera).
- Otros: 5.3 % (polacos, ucranianos....).

## Economía
La producción es principalmente agrícola y los cultivos dominantes son la remolacha azucarera, la patata, la colza y en su área hortícola, la manzana. La ganadería bovina, destinada a la producción lechera, y la porcina, para carne son los principales sectores de explotación de las grandes empresas agrícolas. Casi cada pueblo cuenta con una gran empresa agrícola que corresponde con el antiguo koljós.
La privatización de las tierras a raíz de la independencia permitió a los más ricos crear sus propias granjas, que destinan su producción al mercado local o simplemente al consumo personal. Predominan los cultivos de frutas y legumbres.
Las factorías de procesamiento agroalimentario están presentes en el centro de las ciudades principales y también en los pequeños municipios. Procesan la producción local.
Jelgava alberga una fábrica de azúcar así como una de manufactura de cerámica, cuya producción es principalmente destinada a la importación.

## Educación
Este territorio cuenta con 150 establecimientos educacionales repartidos de la siguiente manera:
- 9 escuelas maternas (Sākumskola)
- 84 escuelas y colegios (Pamatskola)
- 47 institutos (Vidusskola)
- 10 escuelas especializadas (Specskola)
- 11 institutos profesionales (Profesiónālas vidusskola)

2/3 de entre ellas están equipados con gimnasios.

## Regiones de Letonia
- Distrito de Aizkraukles
- Distrito de Bauskas
- Distrito de Dobeles
- Distrito de Jelgavas
- Distrito de Jēkabpils